# The Ultimate Dangerous Toys - Sleaze Metal Kings from Texas
The Ultimate Dangerous Toys - Sleaze Metal Kings from Texas è un album raccolta dei Dangerous Toys, uscito il 30 marzo 2004 per l'Etichetta discografica Cleopatra Records.

## Tracce
1. Pissed (Dangerous Toys) 4:12
2. Pain Train (Dangerous Toys) 4:32
3. Loser (Dangerous Toys) 4:01
4. Bones in the Gutter (Dangerous Toys) 3:27
5. Gunfighter for Love (Dangerous Toys) 3:54
6. Share the Kill (Dangerous Toys) 3:24
7. Cure the Lane (Dangerous Toys) 4:11
8. Better to Die (Dangerous Toys) 4:44
9. Line 'Em Up (Dangerous Toys) 3:03
10. Sport'n a Woody (Dangerous Toys) 3:25
11. Scared (Dangerous Toys) 4:19
12. Teas'n Pleas'n (Dangerous Toys) 5:03
13. Gimme' No Lip (Dangerous Toys) 3:19

## Formazione
- Jason McMaster - voce
- Paul Lidel - chitarra
- Scott Dalhover - chitarra
- Danny Aaron - chitarra
- Mike Watson - basso
- Michael Hannon - basso
- Mark Geary - batteria